# پرداخت و نمایش

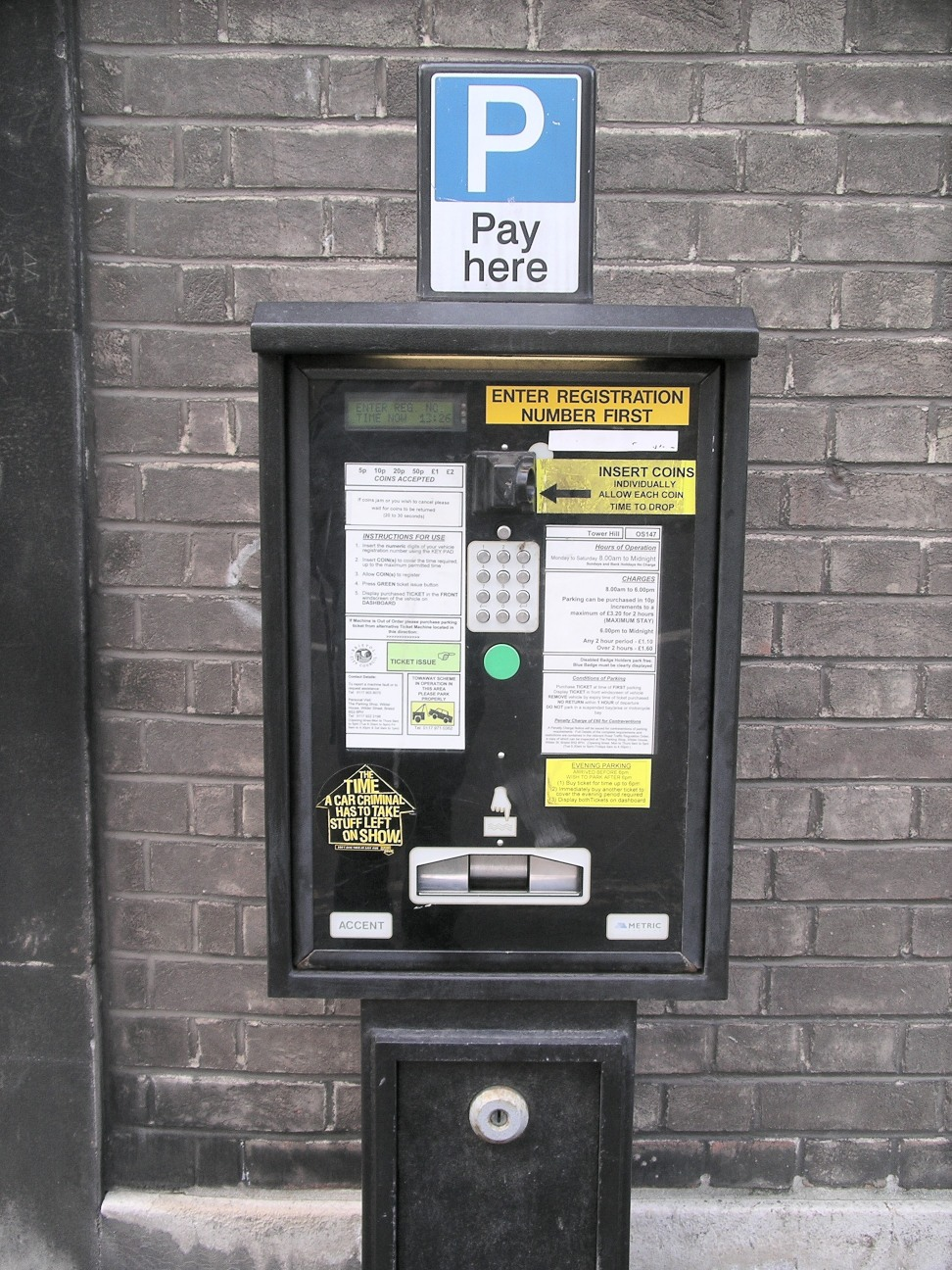
دستگاه پرداخت و نمایش بلیط پارکینگ در بریستول.

دستگاه پرداخت و نمایش نوعی ماشین دستگاه فروش خودکار بلیط است که بلیط را به صورت پرینت شده ارائه می‌دهد. این دستگاه بخشی از سیستم پارکینگ خودرو و کنترل ترافیک است. در پارکینگها و خیابانهای مجهز به این نوع دستگاه، راننده باید بلیط خریداری شده را روی داشبورد یا زیر شیشه خودرو به نحوی قراردهد که توسط پلیس یا پارکبان به سادگی قابل مشاهده و خواندن باشد.

## اصول

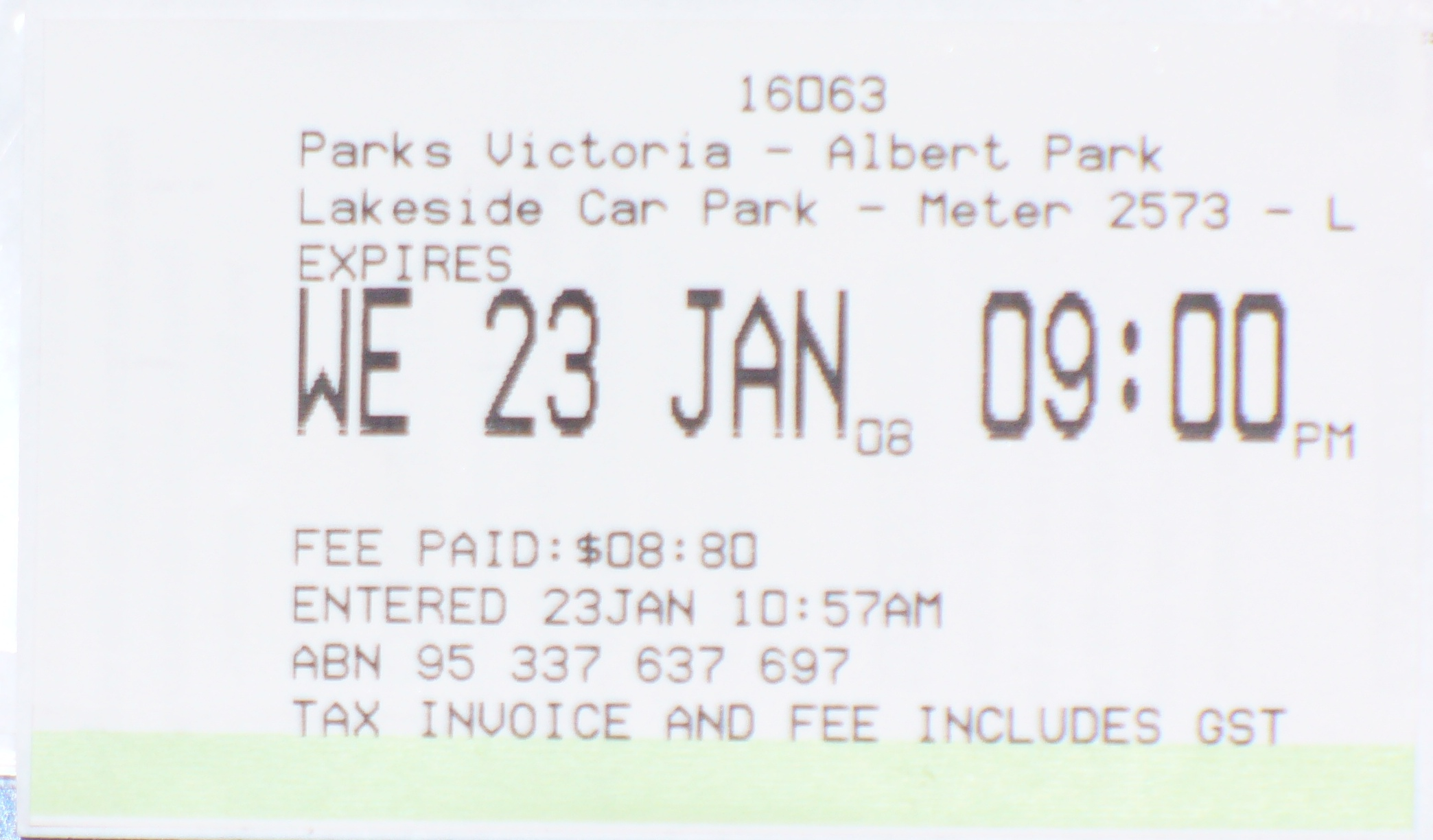
بلیط پارکینگ پرداخت و نمایش در استرالیا.

دستگاه و روش کار سیستم پرداخت و نمایش متفاوت از پارکومتر است چرا که امکان فروش بلیط برای تعداد زیادی خودروی متقاضی پارک وجود دارد و بنابراین نیاز به تعداد زیادی از دستگاه‌های پرداخت و نمایش نیست و هزینه‌های راه اندازی آن کمتر است. از نظر تئوری، امکان استفاده راننده بعدی از زمان باقیمانده در پارکومتر با سیستم پرداخت و نمایش از بین می‌رود. اما در عمل ممکن است راننده بلیط پارکینگ خود را که دارای اعتبار زمانی باقیمانده است به دلخواه به راننده بعدی بدهد.

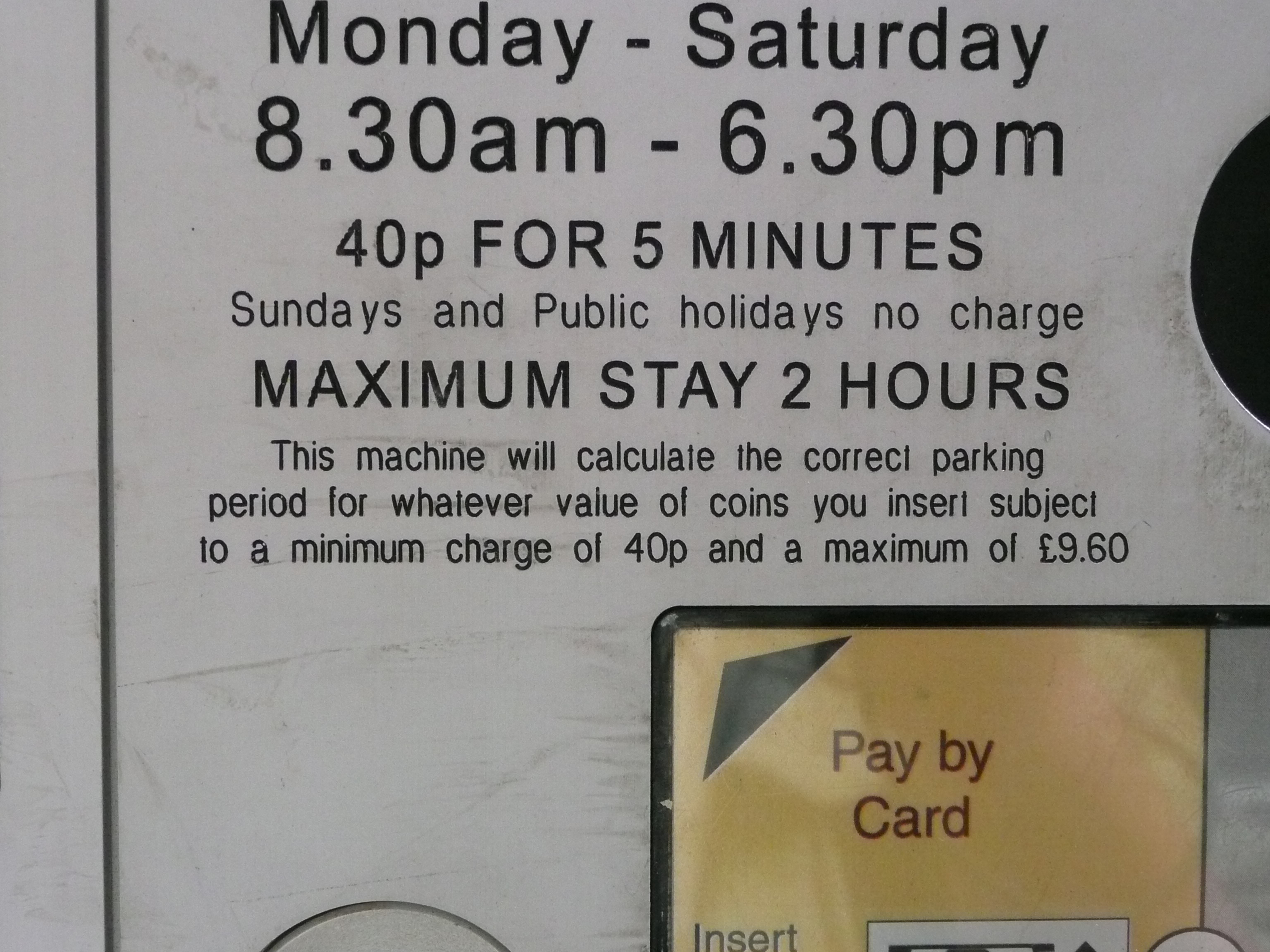
نموه‌ای از پیامهای دستگاه پرداخت و نمایش.

## کوپن پارکینگ
کوپن پارکینگ یا پارکینگ کوپنی نوعی از سیستم پارکینگ خودرو به روش پرداخت و نمایش است که به جای خرید بلیط از دستگاه، کوپنهایی که از قبل تهیه شده هربار استفاده می‌شود. شیوه کار به صورتی است که بخشهایی از کوپن بریده می‌شود و بنابراین دفعات بعد قابل استفاده نیست.